# ジェイムズ・ベンサム
ジェイムズ・ベンサム（英: James Bentham、1709年?3月10日 - 1794年11月17日）は、イングランドの牧師、古物研究家、およびイーリー大聖堂の歴史家。

## 生涯
イーリー大聖堂の登録官やイーリー近郊にあるウィッチフォードの司教代理であるサミュエル・ベンサム（1681年頃 - 1733年）とその妻であるフィリッパ・ウィレン（1681年頃 - 1747年）の息子である。ベンタム家は代々聖職者の家系であり、ジェイムズはリッチフィールド・アンド・コヴェントリー主教のトマス・ベンサム（1513年/1514年 - 1579年）から続く家系の6代目の聖職者である。長兄のエドワードは高名な神学者、自然哲学者、およびオックスフォード大学の神学部教授である。この一族は哲学者で改革者のジェレミ・ベンサム（1748年 - 1832年）の遠縁にあたる。
キングズ・イーリー・スクールを経て、1727年3月26日にケンブリッジ大学トリニティ・カレッジに入学し、1730年に教養学士、1738年には教養博士の称号を得る。1733年、ケンブリッジシャー州にあるステープルフォードの牧師館を提供されたが、1737年に牧師館を去った。その際、彼はイーリーの比較的重要ではない主教座聖堂参事会員になった。
1767年、マティアス・モーソン主教よりノーフォーク州にあるワイモンダムの牧師館を与えられ、翌年に同州の聖ニコラス教会の司祭館を手放した。この昇任は1774年まで行われた。ノースワルドの司祭館をエドムンド・キーン主教から与えられ、5年間在任した後にイーリー大聖堂の僧禄となるためにこの司祭館を手放した。これに加えてさらに1783年にはバッキンガムシャー州のボウブリックヒルの司祭館がエドワード・ゲローム師から与えられた。
1794年11月17日、ベンサムはイーリー大聖堂の牧師館で没する。享年86。

## 作品
1757年、ベンサムは「イーリーおよび隣接した町の主な住民に対して考慮すべき問題点を提示した質問事項」のタイトルで有料道路建設計画を公表した。嘲笑の的となった彼の計画は1763年に可決された委任立法によって得られた権限、出資金や貸付金の援助の下で実施された。道路はイーリーからケンブリッジの間で建設され、このシステムはイーリー島の他の地域にも拡張された。20年後、ベンサムはイーリー近くにある1300エーカーにおよぶ共通の広大な土地であるグランティ湿地帯の放水や囲い込みを行うことにより、湿地帯の改善を促進させるという意見をつけた「湿地帯の現状に関する検討と意見」を公表した。
彼の主著である『イーリーの修道院および大聖堂の歴史と古代遺物』は1756年に執筆が開始され、その際に資料を得ることを目的としてイーリーにおける修道院長、主教、修道院副院長や主席司祭の一覧表を友人達に配布した。1764年にこの作品は出版社に送付され、1771年に出版された。ケンブリッジ参事会員や大学の印刷業者である弟のジョゼフがケンブリッジで印刷した4つ折り判の本であった。
古物研究家のウィリアム・コールのベンサムに関する覚え書きはウィリアム・デイヴィスの著書『書誌的および文学的逸話と覚え書きの雑録集、オリジナルおよび厳選されたもの』に収録されている。
晩年になって、ベンサムは『この国の古代建築』に載せる図版を作成するために資料を集めたものの、作品が完成することはなかった。

## 家族
ベンサムは2度結婚している。再婚した妻であるメアリー・ディケンズとの間に夫と同じジェイムズと名付けた息子1人と娘1人を残した。若いジェイムズはノーフォーク州にあるブレーデナムの司教代理となった。1812年、息子は父の著書『イーリー大聖堂の歴史』第2版を父親の回想録に序文をつける形で発表した。増補分は1817年にウィリアム・スティーヴンソンがノリッジで発表した。

### 帰属
この記事はパブリックドメインの辞典本文を含む: Harrison, Robert (1885). "Bentham, James". In Stephen, Leslie (ed.). Dictionary of National Biography (英語). Vol. 4. London: Smith, Elder & Co. 